# راسيل لامبرت بويل
راسيل لامبرت بويل هو عسكري كندي، ولد في 29 أكتوبر 1880، وتوفي في 25 أبريل 1915، هو مزارعًا كنديًّا وجنديًّا. خدم بويل في حرب البوير الثانية كقائد الكتيبة العاشرة في أول معركة لها في 22 أبريل 1915، حين شن الهجوم على غابة كيتشنر. تعرض لإصابات بخمس طلقات نارية من مدافع رشاشة وتوفي في مستشفى الحوادث. دفن في مقبرة بوبيرينغ القديمة العسكرية التابعة للمنظمة المشتركة للمقابر الحربية.